# Solfia
Genre
Classification phylogénétique
Espèces de rang inférieur
- Solfia samoensis

Solfia est un genre de la famille des Arecaceae (Palmiers) comprenant une seule espèce, Solfia samoensis, originaire des îles Samoa. Ce genre est maintenant intégré dans le genre Balaka Becc. (1885) .

## Classification
- Sous-famille des Arecoideae
  - Tribu des Areceae
    - Sous-tribu des Ptychospermatinae

## Espèces
- Solfia samoensis (actuellement synonyme de Balaka insularis Zona & W.J.Baker)